# Alex McKenna
Pour les articles homonymes, voir McKenna.
Alex McKenna, née le 15 octobre 1984 à Los Angeles, est une actrice américaine.

## Biographie
Alex McKenna est née le 15 octobre 1984 à Los Angeles, Californie.

### Vie privée
Elle est mariée depuis 2016 à l'acteur Joshua Close.

## Filmographie

### Cinéma

#### Longs métrages
- 1996 : Les Stupides (The Stupids) de John Landis : Petunia Stupid
- 1997 : Petits cauchemars entre amis (Campfire Tales) : Amanda (segment People Can Lick Too)
- 1997 : Joey de Ian Barry : Linda Ross
- 2000 : Ce que veulent les femmes (What Women Want) de Nancy Meyers : L'amie d'Alex
- 2012 : The Longer Day of Happiness de Shane Stevens : Elizabeth
- 2013 : The Freemason de Sohrab Mirmont : Rana Burkhalter
- 2014 : Haunted de Victor Salva : Eve
- 2015 : Other People's Children de Liz Hinlein : Jillian
- 2015 : Single in South Beach de Alejandro Itkin et Hunter Carson : Gina
- 2016 : Flatbush Luck de Casper Andreas : Zoey
- 2016 : Bear with Us de William J. Stribling : Tammy
- 2016 : The Seeker de Jeff D. Johnson : Grace
- 2016 : Folk Hero & Funny Guy de Jeff Grace : Stacy
- 2018 : Anthem of a Teenage Prophet de Robin Hays : Mme Banks
- 2022 : Doula : Un bébé à la maison (Doula) de Cheryl Nichols : Aranrhod

#### Courts métrages
- 2009 : The City of Lights de Candace Jade Lewis : Megs
- 2013 : Stand By de Nicholas Vedros : Jenny
- 2016 : We de Becca Gleason : Eleanor
- 2016 : Julianne de Braden Friedman
- 2016 : 1, 2, 3... You Please. de Joshua Close : Jesse
- 2017 : Sensum de Alexis Ostrander : Dom
- 2018 : Magnetic Plasma for mass(es) Enlightenment de Drew Fuller : Crystals
- 2021 : The Invite de Jordan Rader : Natalie

### Télévision

#### Séries télévisées
- 1992 : Middle Ages : Hillary Cooper
- 1993 : The Trouble with Larry : Lindsay Flatt
- 1997 - 1998 : You Wish : Mickey Apple
- 1998 : The Wonderful World of Disney : Hannah Zapruder
- 2000 : Boston Public : Melissa
- 2001 : Malcolm (Malcolm in the Middle) : Beth Ballard
- 2001 - 2006 : Preuve à l'appui (Crossing Jordan) : Abby Macy
- 2010 : 90210 Beverly Hills : Nouvelle Génération (90210) : Cat
- 2011 : Shake It Up : Sarah
- 2012 : Wes et Travis (Common Law) : Irene
- 2012 : Guys with Kids : Megan
- 2012 : Mon oncle Charlie (Two and a Half Men) : Michelle
- 2012 - 2013 : Dallas : Rebecca
- 2012 : La Légende de Korra : Senna (mère de Korra)
- 2015 : Following (The Following) : Jewel
- 2015 : After Ever After : Aurora
- 2016 : Code Black : Caroline Stringer
- 2018 : Quantico : Jocelyn Turner (voix)
- 2020 : It Listens from the Radio : Donna
- 2022 : Good Trouble : Laura Bowen
- 2025 : The Rookie : Le Flic de Los Angeles : Brooke Saunders (saison 7, épisode 6)

#### Téléfilms
- 1996 : Sans alternative (Woman Undone) de Evelyn Purcell : Jennifer
- 1997 : Sauver ou Périr (Heart of Fire) de John Power : Katy Stoler
- 1998 : Le héros de la patrouille (Safety Patrol) de Savage Steve Holland : Hannah Zapruder
- 2020 : Maman ne te fera aucun mal (Another Mother) d'Anthony C. Ferrante : Kristen Carter
- 2022 : Sugar baby malgré moi (The Secret Life of College Escorts) d'Ashley Jones : Debra

### Jeu vidéo
- 2018 : Red Dead Redemption II : Sadie Adler (voix)